# 场记
场记（英語： 或 ）是電影、電視劇的剧组工作人员之一，其职务是监视场景中服装、道具、发型、妆容、演员动作等等以确保影片画面连贯。

## 概述
场记主要是将现场拍摄的每个情况、各方面的细节和数据记录下来，即为场记单。其主要任务即是辅助导演，防止拍摄中的失误。
场记的工作比较辛苦，是影视制片行业的基础工作之一。

## 另見
- 場記板